# Black Limousine
〈Black Limousine〉은 1981년 음반 《Tattoo You》에 수록된 롤링 스톤스의 노래다. 〈Black Limousine〉은 믹 재거, 키스 리처즈, 로니 우드(그러나 우연히 《Tattoo You》에 나오는 두 곡 중 하나)가 작곡한 롤링 스톤스의 몇 안 되는 곡 중 하나이다. 〈Black Limousine〉은 하드 블루스(재거의 "특정성이 없는 빠른 미드 템포 블루스"로 묘사)로, ABCKO/런던 음반의 롤링 스톤스의 초기 음반에 크게 주목한다.

## 녹음 및 여파
음반 녹음은 1월에 시작되어 1978년 3월까지 파리의 파르테 마르코니 스튜디오에서 《Some Girls》 음반을 위한 밴드의 세션 동안 계속되었다. 이 노래는 1980년 말 《Tattoo You》 세션 동안 다시 등장했다. 재거가 보컬을 맡고 하모니카가 비명을 지르는 가운데, 리처즈와 우드가 곡의 전기 기타를 연주하고 우드가 솔로를 제공한다. 이언 스튜어트가 이 노래의 피아노를 연주한다. 찰리 와츠와 빌 와이먼은 각각 이 곡의 드럼과 베이스를 연주한다.
우드는 희귀한 신용에 대해 "저는 계속해서 신용을 얻기 위해 우울해질 때까지 싸웠습니다. '내가 그것을 썼어요, 내가 그것을 썼어요.'라고 말했습니다. 제가 배워야 했던 교훈 중 하나는 학점을 받으려면 녹음하는 동안 스튜디오에서 그런 일이 일어나야 한다는 것이었습니다."